# Tysklands herrlandslag i bandy
Tysklands herrlandslag i bandy (tyska: Deutsche Bandynationalmannschaft der Herren) representerar Tyskland i bandy på herrsidan. Man deltog i det hittills enda Europamästerskapet i bandy 1913 då som Kejsardömet Tyskland, 100 år senare återuppstod landslaget och spelade en rinkbandyturnering i Nijmegen mot Nederländerna och ett lag från Pervouralsk. 

## Vänskapsmatch innan VM
Man spelade en vänskapsmatch mot Sportivnyj Klub Obuchovo som förberedelse för VM.

## VM 2015
Truppen till Bandy-VM i Chabarovsk 2015
- Förbundskapten:  Alexander Epifanov

| Målvakter |

| Pos. | Ålder            | Namn              | Klubb                   |
| ---- | ---------------- | ----------------- | ----------------------- |
| Mv   | 29 januari 1977  | Mikhail Entaltsev | Rhein-Main Eissportclub |
| Mv   | 29 december 1980 | Sören Löbrich     | Bembeltown Hornets      |

| Utespelare |

| Pos. | Ålder             | Namn             | Klubb                   |
| ---- | ----------------- | ---------------- | ----------------------- |
| F    | 23 december 1975  | Oliver Schmidt   | Bembeltown Hornets      |
| F    | 28 september 1969 | Dimitri Antropov | Rhein-Main Eissportclub |
| F    | 8 april 1975      | Dimitri Fichter  | Meteor Mainz            |
| F    | 11 maj 1985       | Evgeny Epifanov  | Rhein-Main Eissportclub |
| F    | 21 april 1971     | Eugen Maier      | Meteor Mainz            |
| Mf   | 21 september 1972 | Dmitry Kuzmin    | HK Zubr                 |
| Mf   | 13 augusti 1978   | Mikhail Dunaev   | Dynamo Majak            |
| Mf   | 6 oktober 1980    | Hauke Sander     | Bembeltown Hornets      |
| Mf   | 1 oktober 1962    | Oleg Shibelbayn  | Rhein-Main Eissportclub |
| Mf   | 15 december 1990  | Marcus Wigh      | Bembeltown Hornets      |
| Mf   | 20 februari 1971  | Sergey Naab      | Rhein-Main Eissportclub |
| Mf   | 29 november 1956  | Sergej Bitkov    | Rhein-Main Eissportclub |
| Mf   | 23 mars 1994      | Niklas Laue      | Bembeltown Hornets      |
| A    | 2 februari 1990   | Fabian Hader     | EHC 80 Nürnberg         |
| A    | 12 juni 1992      | Bastian Loy      | EHC 80 Nürnberg         |
| A    | 29 oktober 1992   | Paul Savchenko   | HK Zubr                 |

## EM 2014
Den 6 januari 2014 spelades ett inofficiellt Bandy-EM i Davos, Schweiz, för att fira 100-årsjubileet av Europamästerskapet i bandy 1913. Tyskland mötte Ungern, Nederländerna och Tjeckien. Matcherna spelades på Eisstadion Davos i Davos på fullstor plan, matchtiden var 2x30 min.

Truppen till Bandy-EM i Davos 2014
- Förbundskapten:  Alexander Epifanov

| Målvakter |

| Pos. | Ålder | Namn              | Klubb |
| ---- | ----- | ----------------- | ----- |
| Mv   |       | Mikhail Entaltsev |       |
| Mv   |       | Soeren Loebrich   |       |

| Utespelare |

| Pos. | Ålder | Namn                | Klubb                  |
| ---- | ----- | ------------------- | ---------------------- |
|      |       | Dimitri Antropov    |                        |
| A    | 57    | Sergej Bitkov       |                        |
|      |       | Maxim Bulankin      |                        |
|      |       | Johann Engbrecht    |                        |
|      |       | Dmitri Fichter      |                        |
|      |       | Dimitri Kusmin      |                        |
|      |       | Niklas Laue         |                        |
|      |       | Eugen Maier         |                        |
| A    | 42    | Sergej Naab         | ESC Kristall Lippstadt |
|      |       | Hauke Sander        |                        |
| F    | 21    | Pavel Savchenko     | EV Regensburg II       |
|      |       | Jan Ingmar Schlegel |                        |
|      |       | Marcus Wigh         |                        |
|      |       | Maxim Zinger        |                        |
|      |       | Pavel Zinger        |                        |